# 예스 마담
《예스 마담 - 황가사저》(皇家師姐: Yes, Madam)는 홍콩에서 제작된 원규 감독의 1985년 액션 영화이다. 양자경 등이 주연으로 출연하였고 홍금보 등이 제작에 참여하였다.
1986년 7월 19일 개봉되었고, 2014년 4월 24일 재개봉되었다.

## 출연

### 주연
- 양자경
- 신시아 로즈록
- 맹해
- 잠건훈

## 기타
- 출품인: 반적생